# 삼원
삼원(三垣)은 '세 개의 울타리'라는 의미로, 이들 울타리를 포함하는 동아시아 별자리의 별자리군을 의미한다. 세 울타리는 각각 쌍을 이루며, 모두 황도 안쪽에 위치한다.

## 삼원
태미원, 자미원, 천시원이 있다.

### 태미원
은하의 북극이 태미원에 위치한다. 삼태성이 태미원에 속한다.

### 자미원
천구의 북극이 자미원에 위치한다. 북두칠성이 또한 자미원에 속한다.

### 천시원
우리은하의 중심이 천시원에 가깝다.

## 구성
하늘의 중심에 있는 삼원(三垣)으로 태미원(太微垣), 자미원(紫微垣), 천시원(天市垣)과 이를 둘러싸고 있는 28수(宿)를 살펴보면 천문을 알 수 있다. 태미원은 남방7수 위에 있고, 자미원은 그 안쪽에 천추성(天樞星, 북극성)과 북두칠성을 가지고 있으며, 천시원은 동방7수에 가까이 있다. 동방은 오행으로는 목(木)이고, 봄에 해당하며, 주재신은 청룡이다. 동방7수(각·항·저·방·심·미·기)는 진(辰:角·亢)방, 묘(卯:房·心)방, 인(寅:尾·箕)방으로 나뉘어 청룡의 머리, 몸통, 꼬리에 해당한다.

## 3원 28수
별자리군의 하나인 3원(垣) 28수(宿)에 대해서 살펴보면 옛 선조들은 우리 북쪽 하늘 중심에 거대한 삼 원(자미원, 태미원, 천시원)이 놓여있다고 믿었다.
여기서 원(垣)은 담장을 의미하는데 눈에 보이지 않는 거대한 우주의 벽이라고 보면 된다. 3원에는 상상할 수 있는 모든 것들이 하늘에 들어 있듯 인간세계와 닮아 있다.
만물의 생장소멸을 주관한다는 북극성을 중심으로 하늘나라의 궁궐인 자미궁이 있고, 이 자미궁의 담을 자미원이라고 불렀는데 임금님을 모시는 신하 별들이 사는 곳이다.
하늘나라의 임금님을 모시고 있는 것인 만큼 자미궁은 각 지방의 제후격인 28수(宿)의 호위를 받고 있으며 28수는 일월과 호행성, 즉 칠정(七政)의 호위를 받고 있고 하늘에 떠있는 수많은 별은 바로 임금별인 북극성을 호위하고 있는 것이다.
태미원은 오늘날의 정부에 해당한다. 이곳은 삼태성, 헌원, 좌원장, 우원자, 오제자 등 대신 격 별자리들이 있다.
천시원은 백성들이 모여사는 도성으로 조선시대 종로의 저자거리에 시전이 놓여 여러 가지 물품 거래가 활발했던 것처럼 하늘의 시장인 천시원에서도 다양한 물건들이 전시되고 매매가 이루어졌다.
이처럼 천시원은 백성의 삶과 밀접한 연관이 있는 곳이다. 동양에서는 예로부터 네 방향을 지배하고 보호하는 사신이 있다. 동방을 지키는 청룡, 서방을 지키는 백호, 북방 거북이 현무, 남방의 주작이 4신이고 각각 7수씩 28수를 나타낸다. 28수를 이어주면 네 마리 동물의 몸을 이루고, 28수의 이름은 각각 그 동물의 부위를 나타내는 한자말이 된다.

## 같이 보기
- 자미원
- 태미원
- 천시원